# Galatasaray Istanbul/Saison 1926/27

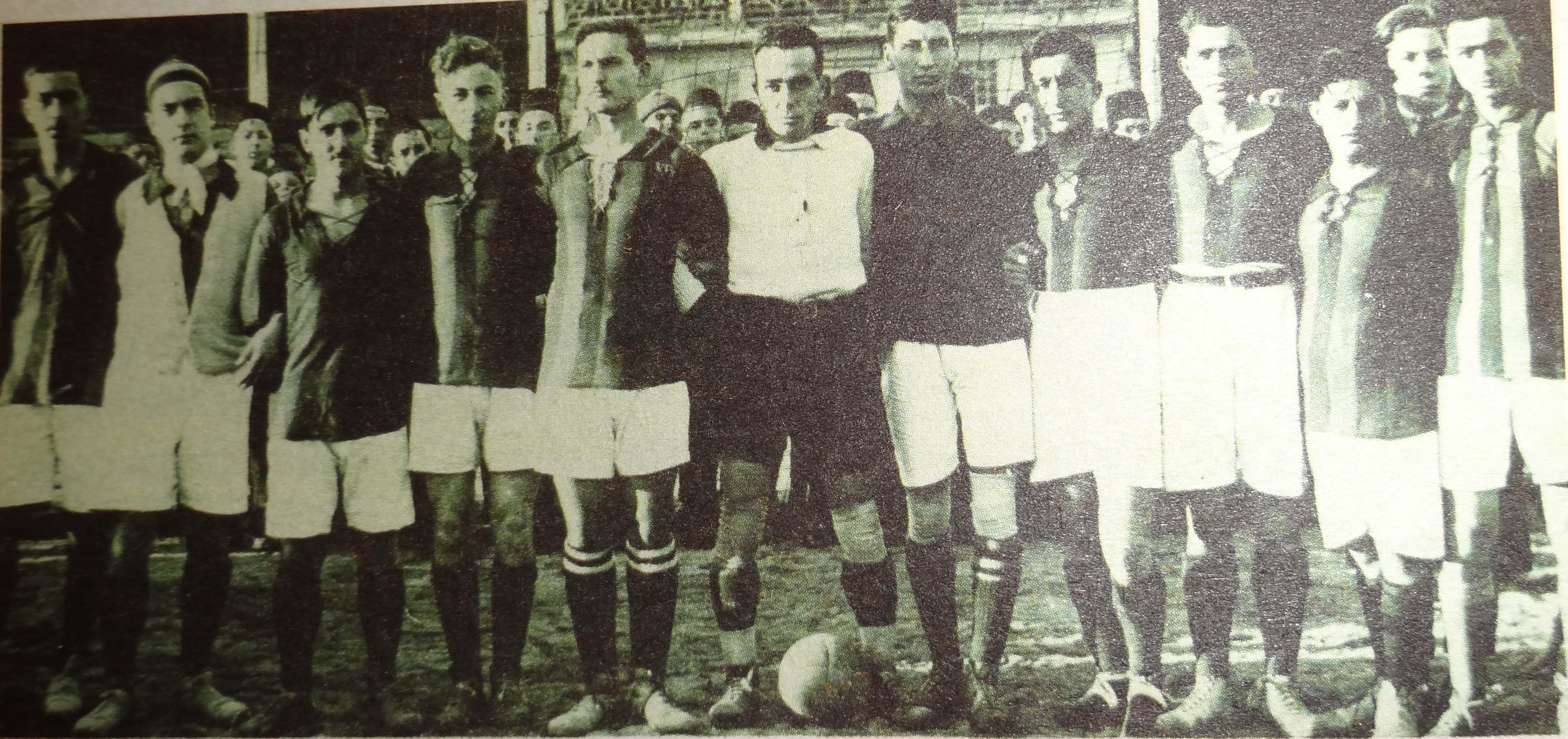
Die Mannschaften von Galatasaray (1926/27)

Die Saison 1926/27 von Galatasaray Istanbul war die 21. Saison in der Vereinsgeschichte und die 14. Saison in der İstanbul Futbol Ligi. Der Klub beendete die Saison auf dem 1. Platz und gewann diese zum siebten Mal.

## Personalien

### Kader
| Nat.       | Name                     |
| Torhüter   | Torhüter                 |
| ---------- | ------------------------ |
| Turkei     | Rasim Atala              |
| Turkei     | Ulvi Yenal               |
| Abwehr     |                          |
| Turkei     | Burhan Atak              |
| Turkei     | Abdurrahman Atlı         |
| Turkei     | Şakir Baruer             |
| Turkei     | Mehmet Nazif Gerçin      |
| Turkei     | Kerim Özdor              |
| Mittelfeld |                          |
| Turkei     | Suphi Batur              |
| Turkei     | Nihat Bekdik             |
| Turkei     | Kemal Rıfat Kalpakçıoğlu |
| Angriff    |                          |
| Turkei     | Vedat Abut               |
| Turkei     | Rebii Erkal              |
| Turkei     | Mithat Ertuğ             |
| Turkei     | Kemal Faruki             |
| Turkei     | Ercüment Işıl            |
| Turkei     | Şadi Kavur               |
| Turkei     | Mehmet Leblebi           |
| Turkei     | Muslih Peykoğlu          |

## Saison
Alle Ergebnisse aus Sicht von Galatasaray Istanbul.
Die Tabelle listet alle İstanbul-Futbol-Ligi des Vereins der Saison 1926/27 auf. Siege sind grün, Unentschieden gelb und Niederlagen rot markiert.

### İstanbul Futbol Ligi
| ST | Datum             | Gegner              | Ort                      | Ergebnis  | Tor(e) für Galatasaray Istanbul                                                                 |
| -- | ----------------- | ------------------- | ------------------------ | --------- | ----------------------------------------------------------------------------------------------- |
| 01 | 26. November 1926 | Beykozspor          | Taksim-Stadion, Istanbul | 2:2 (2:1) | 1:0 Bekdik (27. Elfmeter), 2:0 ?                                                                |
| 02 | 31. Dezember 1926 | Beylerbeyi SK       | Taksim-Stadion, Istanbul | 8:0 (5:0) | Işıl (44.)                                                                                      |
| 03 | 14. Januar 1927   | Beşiktaş Istanbul   | Taksim-Stadion, Istanbul | 3:0 (1:0) | 1:0 Leblebi (30.), 2:0 Erkal (65.), 3:0 Leblebi (70.)                                           |
| 04 | 11. März 1927     | Harbiye SK          | Taksim-Stadion, Istanbul | 1:0 (0:0) | 1:0 Işıl (68.)                                                                                  |
| 05 | 18. März 1927     | Süleymaniye         | Taksim-Stadion, Istanbul | 2:1 (2:0) | 1:0 Leblebi (12.), 2:0 Leblebi (20.)                                                            |
| 06 | 1. April 1927     | Fenerbahçe Istanbul | Taksim-Stadion, Istanbul | 5:1 (3:0) | 1:0 Leblebi (15.), 2:0 Işıl (35.), 3:0 Erkal (41.), 4:0 Işıl (48.), 5:1 Erkal (83.)             |
| 07 | 22. April 1927    | Vefa Istanbul       | Taksim-Stadion, Istanbul | 5:2 (2:1) | 1:0 Peykoğlu (12.), 2:0 Atak (39.), 3:1 Atak (48. Elfmeter), 4:2 Leblebi (71.), 5:2 Ertuğ (74.) |

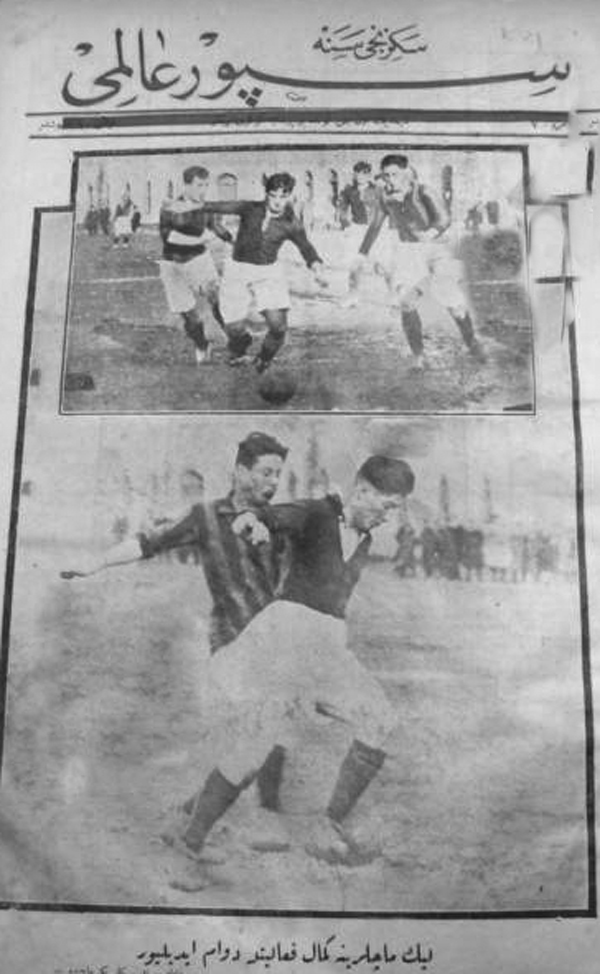
Galatasaray gegen Beylerbeyi SK (31. Dezember 1926)
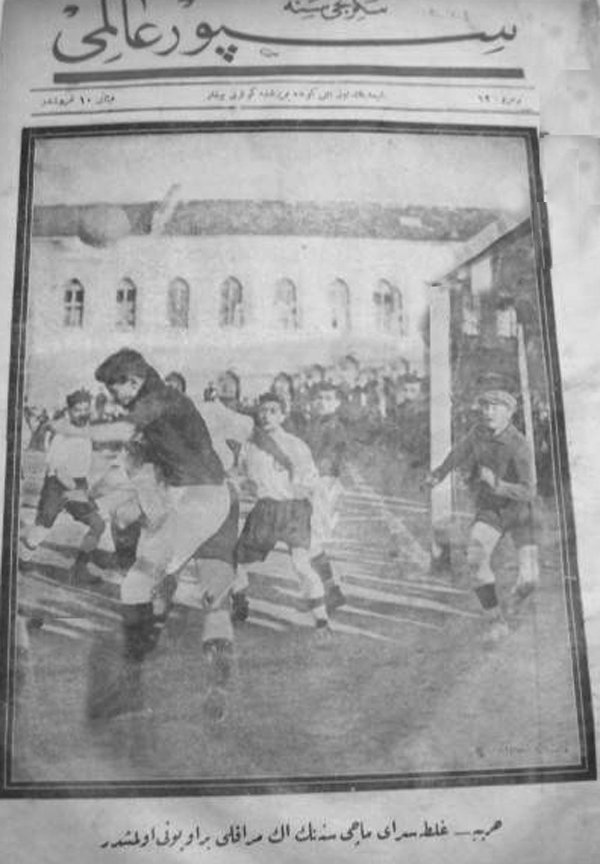
Galatasaray gegen Harbiye SK (11. März 1927)
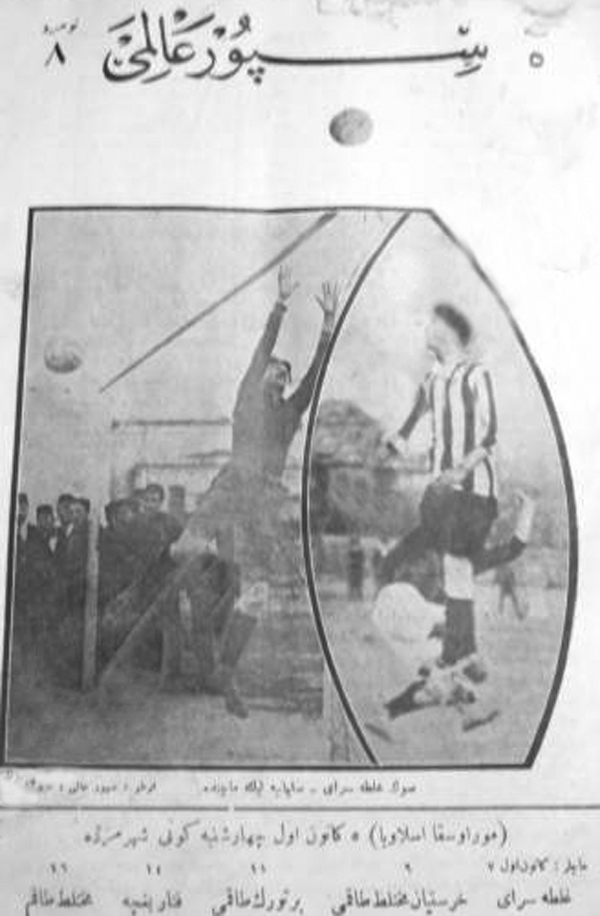
Galatasaray gegen Süleymaniye (18. März 1927)
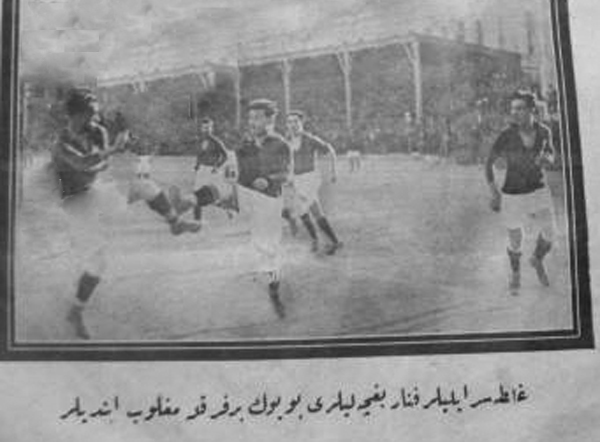
Galatasaray gegen Fenerbahçe (1. April 1927)
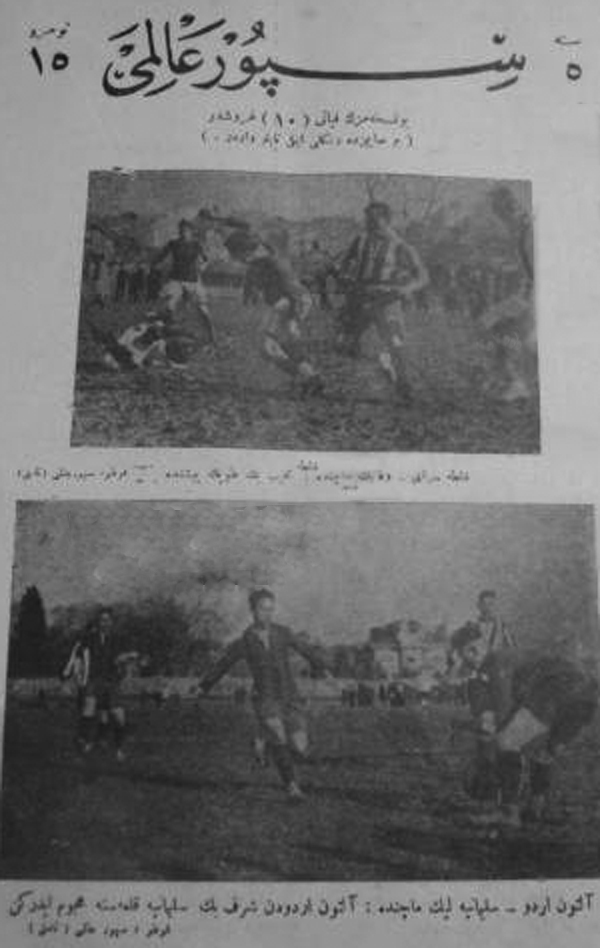
Galatasaray gegen Vefa Istanbul (22. April 1927)

### Cumhurbaşkanlığı Gazi Kupası
| Datum       | Gegner              | Ergebnis |
| ----------- | ------------------- | -------- |
| 6. Mai 1927 | Fenerbahçe Istanbul | 1:1      |

Aufgrund von Zwischenfällen zwischen den Spielern beider Mannschaften wurde das Spiel beim Stand von 1:1 abgebrochen.